# 韋利卡亞河
韋利卡亞河是俄羅斯西部的河流，河道全長430公里，流域面域25,200平方公里，發源自普斯科夫州南部的高地，注入楚德湖，河畔城鎮有奧波奇卡、奧斯特羅夫和普斯科夫。

流域-水系